# Partido Verde Escocés
El Partido Verde Escocés (en inglés: Scottish Green Party; en gaélico escocés: Pàrtaidh Uaine na h-Alba) es un partido ecologista e independentista de Escocia.

## Elecciones generales escocesas
|  | 3,6 % |

|  | 6,9 % |

|  | 4,0 % |

|  | 4,3 % |

|  | 6,6 % |

|  | 8,1 % |